# Františkovy Lázně
Františkovy Lázně (Duits: Franzensbad) is een stad in de Tsjechische regio Karlsbad. De stad heeft 5.428 inwoners. Sinds 2021 staat het kuuroord op de UNESCO-Werelderfgoedlijst als onderdeel van de Historische kuuroorden van Europa.

## Geschiedenis
Františkovy Lázně is beroemd geworden als kuuroord. In de 14de eeuw was in het moerasgebied ter plaatse een heelkrachtige bron onder de naam Sauerbrunn bekend, waarvan het water in latere eeuwen ook in flessen onder de naam Schletterer Sauerwasser werd verkocht. In 1705 werd het eerste Gasthaus met badaccommodaties opgericht om bezoekers te herbergen. Dit gebouw heeft er tot 1808 gestaan. In het jaar 1791 liet de arts Bernhard Adler ter bescherming van de bron een houten paviljoen eroverheen aan te leggen en het water in een afgescheiden reservoir leiden. De zogenaamde wasvrouwen die vanuit de stad Eger (Cheb) hier werkten, waren er niet blij mee, zij konden immers het water niet meer verkopen. Ze verwoestten het paviljoen. In 1794 werd een nieuw paviljoen en een kuurhuis gebouwd, onder bescherming van de Oostenrijkse keizer Frans en te zijner ere onder de naam Kaiser Franzensdorf, in 1807 verkort tot Franzensbad. Voor de minder vermogenden werd door Christian Loimann, burgemeester van Eger, in 1827 een algemeen toegankelijk bad ingericht met 30 badkamers. Later werden nog twee baden gebouwd. In 1852 werd Franzensbad onafhankelijk van Eger en in 1865 kreeg het stadsrechten. Inmiddels had de stad een grote naam opgebouwd als kuuroord.
Een onderzoeksinstituut voor de kwaliteitscontrole van het water werd opgericht. Vooral vrouwen werden geacht baat te hebben bij het bronwater. 
In 1862 werd Franzensbad een onafhankelijke gemeente. In 1865 kreeg het stadsrechten. Ten behoeve van de gasten werd naast de katholieke een protestantse kerk opgericht, en een synagoge. 
Net zoals voor andere kuuroorden waren de Eerste en Tweede Wereldoorlog rampzalig. De toestroom van buitenlandse gasten verdween. In 1918 werd de stad met het overige Sudetenland bij het nieuwe Tsjechoslowakije gevoegd, ondanks protesten van de bevolking. Bij het Verdrag van München annexeerde het nationaalsocialistische Duitsland in 1938 Sudetenland. De overigens weinige Tsjechen pasten zich aan of vluchtten, evenals de Joden, voor zover deze niet werden geïnterneerd. De synagoge werd afgebrand.  
In mei 1945 namen de Amerikanen de stad in, om haar even later over te dragen aan de Sovjets. Tsjechische milities kregen nu het gezag en zij verdreven de bevolking van bijna 4.000 inwoners over de nabijgelegen grens met Duitsland, op grond van de Benešdecreten. Zie: Verdrijving van Duitsers na de Tweede Wereldoorlog. De bronnenbaden en hotelbedrijven werden genationaliseerd. Het bad verloor zijn buitenlandse gasten in de communistische periode. Sinds 1990 probeert het als concurrent van de nabijgelegen grotere baden in Karlsbad en Mariënbad weer een eigen plaats als kuuroord te verwerven, onder de naam "Bad Franzensbad AG". Na de Tweede Wereldoorlog is de Tsjechische naam Františkovy Lázně gebruikelijker geworden. 
In totaal zijn in Franzensbad 24 bronnen gevonden, twaalf hiervan worden nog gebruikt. Het water van de meeste bronnen in Franzensbad heeft een doordringende zwavelgeur, in tegenstelling tot die in Karlsbad (Karlovy Vary) en Mariënbad (Mariánské Lázně). De stad was een van de eersten in Europa die een modderbad bezat. Franzensbad is eveneens bekend om haar therapie met kaolin, de fijne witte kleisoort die ook wordt gebruikt in de fabricage van fijn porselein.

## Cultuur en recreatie

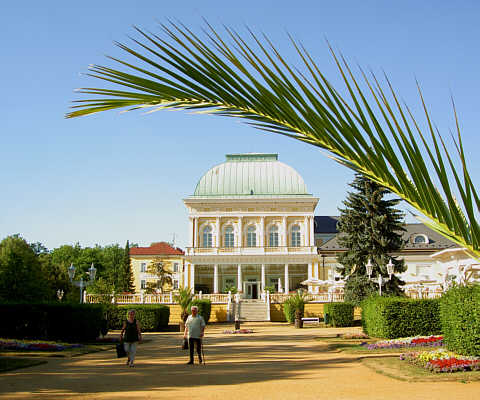
INGO Casino in Františkovy Lázně

### Bevolkingssamenstelling
- Hoofdstraat (Narodni trida) 50° 7' 12" NB, 12° 21' 3" OL
- Paviljoen van Franzensbron (Františkův pramen) 50° 7' 2" NB, 12° 21' 2" OL

### Musea
- Stadsmuseum 50° 7' 18" NB, 12° 20' 45" OL
- AUTO MOTO MUZEUM (Kolonáda Solného a Lučního pramene) 50° 6' 56" NB, 12° 21' 21" OL

### Film, theater en muziek
- Theater Boženy Němcové 50° 7' 11" NB, 12° 21' 14" OL

### Sport
- Terrein van het Aquaforum 50° 7' 2" NB, 12° 21' 26" OL

## Vervoer
In de gemeente Františkovy Lázně liggen meerdere spoorwegstations aan de lijnen 147 en 148. De belangrijkste daarvan is station Františkovy Lázně.

## Partnersteden
- Bad Soden am Taunus, Hessen, Duitsland

## Geboren
- Ladislav Takács (1996), voetballer

Aš · 
Cheb · 
Dolní Žandov · 
Drmoul · 
Františkovy Lázně · 
Hazlov · 
Hranice · 
Krásná · 
Křižovatka · 
Lázně Kynžvart · 
Libá · 
Lipová · 
Luby · 
Mariënbad (Mariánské Lázně) · 
Milhostov · 
Milíkov · 
Mnichov · 
Nebanice · 
Nový Kostel · 
Odrava · 
Okrouhlá · 
Ovesné Kladruby · 
Plesná · 
Podhradí · 
Pomezí nad Ohří · 
Poustka · 
Prameny · 
Skalná · 
Stará Voda · 
Teplá · 
Trstěnice · 
Třebeň · 
Tři Sekery · 
Tuřany · 
Valy · 
Velká Hleďsebe · 
Velký Luh · 
Vlkovice · 
Vojtanov · 
Zádub-Závišín